# Théorème des 15
En mathématiques, et plus précisément en théorie des nombres, le théorème des quinze, dû à John H. Conway et W. A. Schneeberger, et démontré en 1993, affirme que si une forme quadratique définie positive, dont la matrice est à coefficients entiers, prend toutes les valeurs entières de 1 à 15, alors elle prend toutes les valeurs entières positives.

## Explication de l'énoncé
Les formes quadratiques dont parle le théorème sont des polynômes homogènes de degré 2, c'est-à-dire des expressions de la forme {\displaystyle \sum _{i\leq j}c_{ij}x_{i}x_{j}}, les {\displaystyle x_{i}} étant les variables, et les {\displaystyle c_{ij}} des constantes (réelles). On dit qu'une telle forme est définie positive si elle ne prend que des valeurs positives, pour toutes les valeurs (réelles) des variables {\displaystyle x_{i}}, et ne s'annule que lorsque toutes les variables sont nulles. L'hypothèse sur l'intégralité des coefficients de la matrice de la forme revient à demander que tous les coefficients {\displaystyle c_{ij}} de la forme soient entiers, et que les coefficients des « termes rectangles », c'est-à-dire les {\displaystyle c_{i,j}} pour {\displaystyle i<j}, soient de plus pairs.
On dit qu'une telle forme représente un certain entier s'il existe des valeurs entières des variables en lesquelles la forme prenne ladite valeur entière. L'énoncé assure que si une telle forme représente tous les entiers de 1 à 15, alors elle représente tous les entiers positifs.
Ce résultat ne peut être amélioré en se restreignant aux formes représentant tous les entiers de 1 à 14, puisque la forme {\displaystyle w^{2}+2x^{2}+5y^{2}+5z^{2}\ } représente tous les entiers positifs sauf 15.
Une forme quadratique représentant tous les entiers positifs est parfois dite universelle. Par exemple, {\displaystyle w^{2}+x^{2}+y^{2}+z^{2}\ } est universelle (c'est le théorème des quatre carrés de Lagrange). La démonstration du théorème des 15 utilise d'ailleurs ce résultat.

## Historique et généralisations
La démonstration initiale de Conway et Schneeberger, en 1993, était compliquée et ne fut jamais publiée. Manjul Bhargava découvrit une preuve bien plus simple qui fut publiée en 2000, et qu'on trouvera dans l'article cité en référence.
Une version plus forte du théorème des 15 affirme que si une forme (respectant les hypothèses du théorème) représente les nombres 1, 2, 3, 5, 6, 7, 10, 14 et 15 (c'est la suite A030050 de l'OEIS), elle représente tous les entiers positifs. De plus, pour chacun de ces 9 nombres, il existe une forme représentant tous les entiers positifs sauf lui ; ce résultat est donc optimal.
Si l'on ne suppose plus que la matrice soit entière, mais seulement que les coefficients de la forme le soient (comme c'est le cas, par exemple, de la forme x2 + xy + y2), Conway avait conjecturé un résultat analogue, le « théorème des 290 » . En 2005, Manjul Bhargava et Jonathan P. Hanke annoncèrent qu'ils avaient une démonstration de ce que, plus précisément, si une telle forme représente tous les nombres 1, 2, 3, 5, 6, 7, 10, 13, 14, 15, 17, 19, 21, 22, 23, 26, 29, 30, 31, 34, 35, 37, 42, 58, 93, 110, 145, 203 et 290 (la suite A030051 de l'OEIS), alors elle représente tous les entiers positifs. De plus, pour chacun de ces 29 nombres, il existe une forme représentant tous les entiers positifs sauf lui. La publication de cette démonstration était annoncée dans les Inventiones Mathematicae.
Bhargava a trouvé des critères analogues pour qu'une forme quadratique à matrice entière représente tous les nombres premiers (il suffit qu'elle représente l'ensemble {2, 3, 5, 7, 11, 13, 17, 19, 23, 29, 31, 37, 41, 43, 47, 67, 73}, la suite A154363 de l'OEIS) ou qu'elle représente tous les entiers positifs impairs (il suffit qu'elle représente l'ensemble {1, 3, 5, 7, 11, 15, 33}, la suite A116582 de l'OEIS).

### Sources
- (en) Bhargava, Manjul On the Conway-Schneeberger fifteen theorem.  Quadratic forms and their applications (Dublin, 1999), 27–37, Contemp. Math., 272, Amer. Math. Soc., Providence, RI, 2000.
- (en) Conway, J. H. Universal quadratic forms and the fifteen theorem. Quadratic forms and their applications (Dublin, 1999), 23–26, Contemp. Math., 272, Amer. Math. Soc., Providence, RI, 2000.